# 欧里基 (葡萄牙堂区)
欧里基是葡萄牙贝雅区的一个堂区。总面积249.54平方公里，总人口3041人，人口密度12.2人/平方公里。